# 峨眉假脉蕨
峨眉假脉蕨（学名：Crepidomanes omeiense）为膜蕨科假脈蕨属下的一个种。

## 扩展阅读
- 維基物種上的相關：峨眉假脉蕨